# Eleição presidencial na Coreia do Sul em 2002
As eleições presidenciais na Coreia de 2002 foram realizadas no dia 19 de dezembro. Roh Moo-Hyun foi eleito pelo Partido Democrático do Milênio.

## Resultados
| Candidato       | Partido                          | Votos      | %      | %     |
| --------------- | -------------------------------- | ---------- | ------ | ----- |
| Roh Moo-hyun    | Partido Democrático do Milênio   | 12 014 277 | 48,91% |       |
| Lee Hoi-chang   | Grande Partido Nacional          | 11 443 297 | 46,59% |       |
| Kwon Young-ghil | Partido Democrático Trabalhista  | 957 148    | 3,90%  | 3,90% |
| Lee Han-dong    | Nação Unida                      | 74 027     | 0,3%   | 0,3%  |
| Kim Gil-soo     | Partido dos Defensores Nacionais | 51 104     | 0,2%   | 0,2%  |
| Kim Yeong-Gyu   | Partido Socialista da Coreia     | 22 063     | 0,1%   | 0,1%  |
| Nulos           | Nulos                            | 223 047    | 0,6%   | 0,6%  |
| Total           | Total                            | 24 784 963 | 100%   | 100%  |